# Kees Vlak
Cornelis Vlak, detto Kees (Amsterdam, 30 settembre 1938 – Schoorl, 5 dicembre 2014), è stato un musicista e compositore olandese.

## Biografia
Fin da bambino suonò la tromba insieme al padre, clarinettista nella fanfara del paese natale. Proseguì gli studi nel Conservatorio della sua città, diplomandosi in pianoforte nel 1959 e successivamente in tromba ed esecuzione orchestrale nel 1961. In seguito, studiò direzione di banda con Kors Monster al Muziek Lyzeum di Amsterdam e teoria musicale alla Berkeley High School di San Francisco.
Durante i suoi studi, suonò con diversi gruppi ed orchestre (soprattutto rivista, musical, operetta ed orchestre sinfoniche). All'età di 25 anni una malattia cronica gli impose di sospendere l'attività di esecutore, concedendogli tuttavia più tempo da dedicare alla composizione; in particolare, si dedicò alla scrittura di musica per strumenti a fiato, ottenendo discreto successo sia a livello nazionale che internazionale.
Nel suo corpus compaiono oltre 500 composizioni per orchestre e bande giovanili.

## Curiosità
Era solito ricorrere a pseudonimi differenti a seconda dello stile di composizione adottato. Tra i nomi d'arte da lui adoperati: "Robert Allmend", "Llano", "Luigi di Ghisallo", "Alfred Bösendorfer" e "Dick Ravenal".

## Opere
- 1966 Paso Cabaio
  1. Paso-doble
  2. Calypso-Bolero
  3. Bayon
- 1968 Western Rhapsody
- 1969 De Bovenwindse Eilanden
  1. St. Eustachius
  2. Saba
  3. St. Maarten
- 1970 Antiliaanse Suite
  1. Aruba
  2. Bonaire
  3. Curacao
- 1971 Persons in Brittain
  1. Theme Introduction
  2. Variation I "The Guards"
  3. Variation II "Irish Lady"
  4. Variation III "Teddyboys"
  5. Variation IV "The Bagpipers"
  6. Coda
- 1971 Rivierencyclus (insieme ad Arie Maasland con lo pseudonimo Malando)
  1. Rio Negro
  2. Orinoco
  3. Chubut
- 1972 Music for a Movie Picture
- 1972-1973 Happy sound selections nr. 1,2 und 3.
- 1972 Yong ones partita
- 1973 Danzas Folkloristicas
- 1973 Uncle Jack's special
- 1974 El Paso moro Gitano
  1. Pasa-calle
  2. Dos canciones
  3. Paso-doble
- 1975 Two Russian Folksongs
- 1975 Fryske Fantasie
- 1975 The prizze
- 1977 The electric seven
- 1977 Western pictures
- 1977 A Strange Party
- 1978 Berber Suite
  1. Appeal to all Berbers
  2. Song of the River
  3. Song of the magic-flute
  4. Dancing-tune
- 1979 Five for the blues
- 1979 Limburg fantasie
- 1979 Profiles Symphonique
- 1979 El Paso Montanesa
  1. Paso-doble
  2. Montanesa
  3. Zortzico
  4. Fandango
- 1980 Brabant fantasie
- 1980 Introduction the Band
- 1981 Fantasy on french Christmas-Songs
- 1981 Impressions Rhapsodique - De Markerwaard für Fanfare-Orchester
- 1981-1984 The Four Seasons
  - Spring
    - Ouverture
    - Morning Hymn
    - Butterflies
    - A New Family
    - Birds

  - Summer
    - Intrada
    - The warm Breeze
    - Rain and Thunder
    - The Rainbow
    - Ritual Dance

  - Autumn
    - Pastorale
    - Autumn-leaves
    - Rural-dance
    - Fare-well song

  - Winter
    - King Winter
    - Freezing-cold
    - Skating
    - Christmas
    - The last-sleighride
- 1981 Military Suite
- 1982 Concerto for Bass-Clarinet
  1. Allegro
  2. Andantino
  3. Allegro assai e Scherzando
- 1982 Coexistence
- 1984 Polderstad per coro ed orchestra di fiati
- 1984 A new dress for the emperor su testi di Hans Christian Andersen per narratore ed orchestra di fiati
- 1986 Cordilleras de los Andes (assieme ad Arie Maasland)
  1. Cotopaxi
  2. Illimani
  3. Coropuna
- 1986 Amsterdam Pictures
- 1986 The Highlands
- 1986 Tapas de Cocina
- 1987 Simple Symphony
- 1987 Sculptures of an exhibition
- 1988 Liberation
- 1988 Caribbean Concerto
- The New Village Fantasy for Band
- La Citadella
- Celebration Ouvertüre
- African Wildlife
- Rainbow Warrior
- Return to Ithaca (Greek tone poem on the Odyssey of Homer)
- West Coast Concerto per pianoforte ed orchestra di fiati
- Mount Everest
- Villa Wertha
- Battlestar
- Tumaco
- Two Movements
  1. Song
  2. Temptation
- Springtime in Berlin
- Fanfare 2000
- Concert Fanfare
- Three Fanfares: Euro, Alpine, Royal
- Concerto Italiano per fagotto ed orchestra di fiati
- Concerto for Clarinet
  1. Allegro con spirito
  2. Romanza
  3. Rondo
- Euro Swing
- The Castle of Bray
- The Titanic Story
- Kilkenny Rhapsody on Irish Airs
- Das Land der Pharaonen
- Cinderella (Das Aschenbrödel)
- Spider-Rag
- La Citadella
- Las Playas de Rio
  1. Trocadero Playa
  2. Ipanema Playa
  3. Copacabana Playa
- Kumbayah Variations
- New York Overture (Fantasie)
  1. First view over Manhattan
  2. Battery Park: Early in the morning
  3. 5th Avenue
  4. St. Patrick's Cathedral
  5. Sunday afternoon in Central Park
  6. The Parkguard: a little horse-ride
  7. Return to Down Town
  8. On Broadway
  9. Roseland Dance-City: Puertorican Dance
  10. New York Bay and The Statue of Liberty
- A Sailors Adventure
- Woodpeckers Parade
- Shufflin' Canon
- Rhapsodie Provencale
- Five Continents
- Silver Creek Valley
- Winterland - Ouverture
- Square Dance
- Lord of seven Seas
- Os Pàssaros do Brasil
  1. Pássaros Coloridos
  2. Pomba Triste
  3. Os Pássaros no Carneval
- Caffee Variations
  - Intro
  - Thema
  - Irish Coffee
  - Rüdesheimer Bohnenkaffee
  - Cappuccino
  - Café Pushkin
  - Schweizer Alpenmokka
  - Wiener Mélange
  - French Coffee
  - Pause Canon
- 2006 Mazury Rhapsody (A Journey to Poland)